# Plav (gemeente in Montenegro)
Plav (Montenegrijns: Плав, letterlijk vertaald: 'Blauw'; Albanees: Komuna e Plavës) is een Montenegrijnse gemeente.
Plav telt 13.108 inwoners, waarvan er 3.717 in de gelijknamige hoofdstad wonen. De gemeente Plav heeft een natuurlijke bron, de bron van Ali Pasha.

## Demografie
De gemeente Plav telt 13.108 inwoners (volkstelling van 2011), hetgeen 2,1% van de Montenegrijnse bevolking is. De gemeente heeft een urbanisatiegraad van 41%.
| stad Plav     | 1.850  | 2.018  | 2.535  | 3.058  | 3.348  | 4.560  | 3.615  | 3.717  |
| stad Gusinje  | 2.402  | 2.555  | 2.756  | 2.695  | 2.625  | 2.472  | 1.704  | 1.673  |
| gemeente Plav | 15.764 | 17.330 | 18.913 | 19.542 | 19.560 | 19.305 | 13.805 | 13.108 |

#### Etniciteit
De Bosniakken/Moslims vormen (met ruim 57%) de meerderheid van de bevolking van de gemeente Plav. Er leeft verder ook een significante  Albanese minderheid (19%). Een kleine 16% is  Servisch en een nog kleiner percentage is  Montenegrijns (6%).

#### Religie
In tegenstelling tot de rest van Montenegro is de meerderheid van de bevolking islamitisch (77%). Verder is 21% lid van de Servisch-orthodoxe Kerk en minder dan 1% behoort tot de Katholieke Kerk in Montenegro.
Andrijevica · Bar · Berane · Bijelo Polje · Budva · Cetinje · Danilovgrad · Gusinje · Herceg-Novi · Kolašin · Kotor · Mojkovac · Nikšić · Petnjica · Plav · Pljevlja · Plužine · Podgorica · Rožaje · Šavnik · Tivat · Tuzi · Ulcinj · Žabljak